# خواب‌ماهی سرپهن
خواب‌ماهی سرپهن (نام علمی: Eleotris melanosoma) نام گونه‌ای از سرده خواب‌ماهی‌های خارصورت است.